# Omega Oratórium
Az Omega Oratórium az Omega együttes vallásos témájú dalainak szimfonikus kísérettel és kórus közreműködésével készült áthangszerelt változatát tartalmazó stúdióalbum, amelyet 2013-ban rögzítettek és 2014-ben adtak ki.

## Dalok
1. Les Préludes – Nyitány
2. Hajnal a város felett
3. Egy életre szól
4. Boldog angyalok
5. A legenda
6. Az éjszakai országúton
7. Ne legyen[1]
8. Ballada a fegyverkovács fiáról
9. Álmod őrzi egy kép
10. Én elmegyek
11. Megszentelt világ
12. Szállj le hozzánk angyal[2]
13. Koncert a Mennyben
14. Egy új nap a teremtésben
15. Az égben lebegők csarnoka
16. Les Préludes – Finálé

## Alkotók
- Zene: Benkő László, Debreczeni Ferenc, Kóbor János, Mihály Tamás, Molnár György, Presser Gábor
- Dalszöveg: Adamis Anna, Bródy János, Sülyi Péter, Trunkos András, Várszegi Gábor
- Les Préludes: Liszt Ferenc
- Nagyzenekari hangszerelés: Gömöry Zsolt, Turcsány András, Földi Albert

## Közreműködött
- Benkő László – billentyűs hangszerek
- Debreczeni Ferenc – dob, ütőhangszerek
- Gömöry Zsolt – billentyűs hangszerek
- Kóbor János – ének, vokál
- Küronya Miklós – basszusgitár
- Szekeres Tamás – gitár
- Szöllössy Kati „Katy Zee” – basszusgitár
- Nyíregyházi Cantemus Kórus

## Produkció
- Hangfelvétel: Gömöry Zsolt, Kóbor János, Küronya Miklós, Turcsány András
- Producer: Kóbor János, Trunkos András
- Fotó: Máté Réka
- Borító: Sárkány Gábor
- Rózsaablak: Lieber György

## Élő bemutatók
- 2013. augusztus 17. – Bátaszék, Nagyboldogasszony-templom – a turné bejátszókoncertje, jótékonysági koncert a templomtorony helyreállítására[3][4]

2013 adventi koncertek:
- 2013. december 1. – Szeged, Szegedi Dóm[5]
- 2013. december 8. – Székesfehérvár, Prohászka Ottokár-emléktemplom
- 2013. december 14. – Sopron, evangélikus templom
- 2013. december 23. – Debrecen, református nagytemplom

Időközben a katolikus egyház elhatárolódott a produkciótól,  így a későbbi koncerteket többségében protestáns (református, evangélikus) templomokban tartották.
- 2014. április 11. – Mezőtúr, református templom
- 2014. április 12. – Kiskőrös, evangélikus templom
- 2014. május 17. – Marosvásárhely, Vártemplom (másnap a Ligetben Omega Rapszódia-koncert)
- 2014. május 31. – Békéscsaba, evangélikus nagytemplom
- 2014. július 19. – Tata, Angolkert (szabadtéri)
- 2014. július 26. – Gyöngyös, Fő tér (szabadtéri)
- 2014. augusztus 8. – Siófok, Kálmán Imre Szabadtéri Színpad (szabadtéri)
- 2014. szeptember 28. – Cegléd, református templom
- 2014. december 20. – Makó, református ótemplom
- 2014. december 29. – Pécs, Lauber Dezső Sportcsarnok (a koncertműsor sportcsarnokos bemutatója)
- 2015. március 14. – Kiskunhalas, református templom
- 2015. március 21. – Karcag, református templom
- 2015. március 27. – Lipcse, Peterskirche
- 2015. március 28. – Erfurt, Alte Oper
- 2015. április 17. – Drezda, Alter Schlachthof
- 2015. április 18. – Berlin, Paulus Kirche
- 2015. május 15. – Szentes, református nagytemplom
- 2015. június 4. – Moszkva, Megváltó Krisztus-székesegyház zsinati terme (az egyetlen ortodox templom a turné helyszínei közt)
- 2015. június 8. – Pozsony, Istropolis
- 2015. október 29. – Kassa, Szent Erzsébet-dóm (az egyetlen katolikus templom a 2013 utáni helyszínek közt, a hívek és papok egy részénél szintén tiltakozást váltott ki[7]
- 2015. december 5. – Pápa, református templom
- 2016. március 19. – Kunszentmiklós, református templom
- 2016. április 9. – Orosháza, evangélikus templom
- 2016. április 22. – Schwerin, Schelfkirche
- 2016. április 23. – Neubrandenburg, Stadthalle Neubrandenburg
- 2016. május 14. – Rimaszombat, református templom

Bátaszéken még az album anyagától több ponton eltérő műsort játszottak, elhangzott például a Tékozló fiú, a Nem tudom a neved vagy a Fekete pillangó, amelyek végül nem kerültek az albumra, valamint az album dalai közül csak itt hangzott el A legenda, ami később kimaradt a koncertműsorból. 
Az adventi koncertek műsora már az Omega Oratórium album anyagára épült, de ekkor és a későbbiekben is játszottak az Omega Oratórium albumon nem szereplő dalokat is. Az adventi koncerteken műsoron volt a Nem tudom a neved és a Fekete pillangó az Omega Szimfóniában hallható instrumentális változatban változatban, a ráadásban pedig a Hajnali óceán (Omega Rapszódia-változat) és a szimfonikus kíséretet kapott Gyöngyhajú lány. A későbbi koncertek műsorába bekerült például a Babylon és a Napot hoztam, csillagot, ugyancsak az Omega Rapszódiából, valamint az Életfogytig rock and roll. A szabadtéri Oratórium-koncertektől kezdve a műsor egyre inkább keveredett a Rapszódiával.
A közreműködők az albumon játszó zenészek voltak, Küronya Miklós kivételével. Gömöry Zsoltot szükség esetén Földi Albert helyettesítette, majd 2015-től teljesen átvette a helyét. A szimfonikus zenekar, a karmester és a kórus helyszínenként eltért. A koncertek egy részén vendégszerepelt a The Tax énekese, George Hill, aki angolul énekelt.
A 2013-as adventi koncerteken a nézők ajándékba az Omega Oratórium – Zsoltároskönyv című kiadványt kapták, amely tartalmazza az Omega Oratórium ismertetőjét, a dalszövegeket és a templomok egy részének bemutatását.
A szegedi és a debreceni koncerten készült felvételekből CD és DVD jelent meg Omega Oratórium – Adventi koncertek címmel.
2015-ben indult egy új koncertsorozat is, az Omega Beat-Mise, amely részben az Omega Oratóriumra épült, bár helyet kaptak benne dalok a Rapszódiából és az Omega beatkorszakából is. Ezeken a koncerteken az Omega tagjai közül Molnár György is részt vett, továbbá a budapesti koncerten vendégszerepeltek korábbi Omega-tagok (Kovacsics András, Laux József, Somló Tamás, Varsányi István) is, akik közül Laux a felcsúti koncerten is játszott. A budapesti és felcsúti koncerten a Taiko-Hungary Japándob Egyesület is közreműködött.
A turné állomásai:
- 2015. május 30. – Budapest Park
- 2015. június 13. – Felcsút, Pancho Aréna
- 2015. július 18. – Balatonlelle, Lellei Kultúrpark
- 2015. augusztus 7. – Siófok, Szabadtéri Színpad
- 2015. szeptember 5. – Mád

2018-ban advent idején újabb koncertsorozatot tartottak Omega Oratórium 2.0 néven. A műsor némileg módosult, az Oratórium és Rapszódia lemezeken nem szereplő dalok is helyet kaptak. A korábbi Oratórium-koncertek résztvevőihez csatlakozott Csordás Levente és Minya Vivien, akik 2016 nyarától vokáloztak az Omegánál. Kórusként a Kiskőrösi Gospel Sasok közreműködött. 
Az Omega Oratórium 2.0 állomásai:
- 2018. november 30. – Szarvas, evangélikus ótemplom
- 2018. december 9. – Karcag, református templom
- 2018. december 16. – Celldömölk, evangélikus templom
- 2018. december 23. – Kiskőrös, evangélikus templom